# 亚洲猎豹
亚洲猎豹（學名：Acinonyx jubatus venaticus）是現今唯一分布於非洲以外的猎豹亞種，原產於南亚和中东地区的半干旱沙漠及空旷草原地带，現僅在伊朗中部到北部有少量殘存，數量僅17隻。
被毛呈黄色，全身布有黑色圆形斑点；腿长，躯干较瘦；内眼角沿鼻吻部两侧各有一道黑纹；颈部有明显的短鬃。